# كرايغ إدواردز (لاعب سنوكر)
كرايغ إدواردز (بالإنجليزية: Craig Edwards)‏ هو لاعب سنوكر بريطاني، ولد في 23 ديسمبر 1968 في غريمسبي ‏ في المملكة المتحدة.